# Ermita del Calvario (Alcora)
La ermita del Calvario es un edificio religioso que se encuentra sobre la colina de San Cristóbal de Alcora (Castellón).
Está reconocido como Bien de Relevancia Local según la Disposición Adicional Quinta de la Ley 5/2007, de 9 de febrero, de la Generalitat, de modificación de la Ley 4/1998, de 11 de junio, del Patrimonio Cultural Valenciano (DOCV Núm. 5.449 / 13/02/2007).

## Historia
El calvario de Alcora tiene su origen antes de la edificación de la ermita. Esta se construyó a finales en 1698. La ermita se reformó en 1774, ampliándose y cerrándose el recinto, y agregándose las estaciones de los Dolores. En 1811 fue saqueado por los franceses y en 1936 sufrió graves desperfectos, desapareciendo las valiosas cruces en cerámica del Conde de Aranda, salvo cuatro, obras del pintor Ferrer de una sola pieza de notables dimensiones. El edificio fue remodelado en 1975

## Descripción
La ermita es un edificio de grandes proporciones. Está edificada sobre una plataforma abalconada sobre el recinto del Calvario y la población de Alcora. En su exterior presenta un crucero de brazos cortos. El cuerpo del ábside es redondeado mientras que la sacristía que se encuentra tras él es cuadrangular. Presenta una cúpula de tejas vidriadas sobre tambor octogonal con ventanas, coronando el edificio. La práctica totalidad de la fachada está ocupada por un mural cerámico de la Crucifixión, de 74 metros cuadrados, obra de José Cotanda Aguillela, añadido en 1974. La cornisa es de línea quebrada, con adornos de pináculos en las esquinas y espadaña barroca con campana sobre el hastial.
La decoración del interior es de estilo rococó, con rocallas del siglo XVIII, y lienzos de José y Vicente Cotanda. La cúpula y las pechinas están decoradas con pinturas de la Pasión. En la remodelación de 1975 se añadió una girola tras el camarín. La imagen de Cristo es una talla del XVII atribuida a la escuela sevillana de Juan Martínez Montañés. Preside el altar mayor un retablo con columnas y profusión de mármoles y dorados.

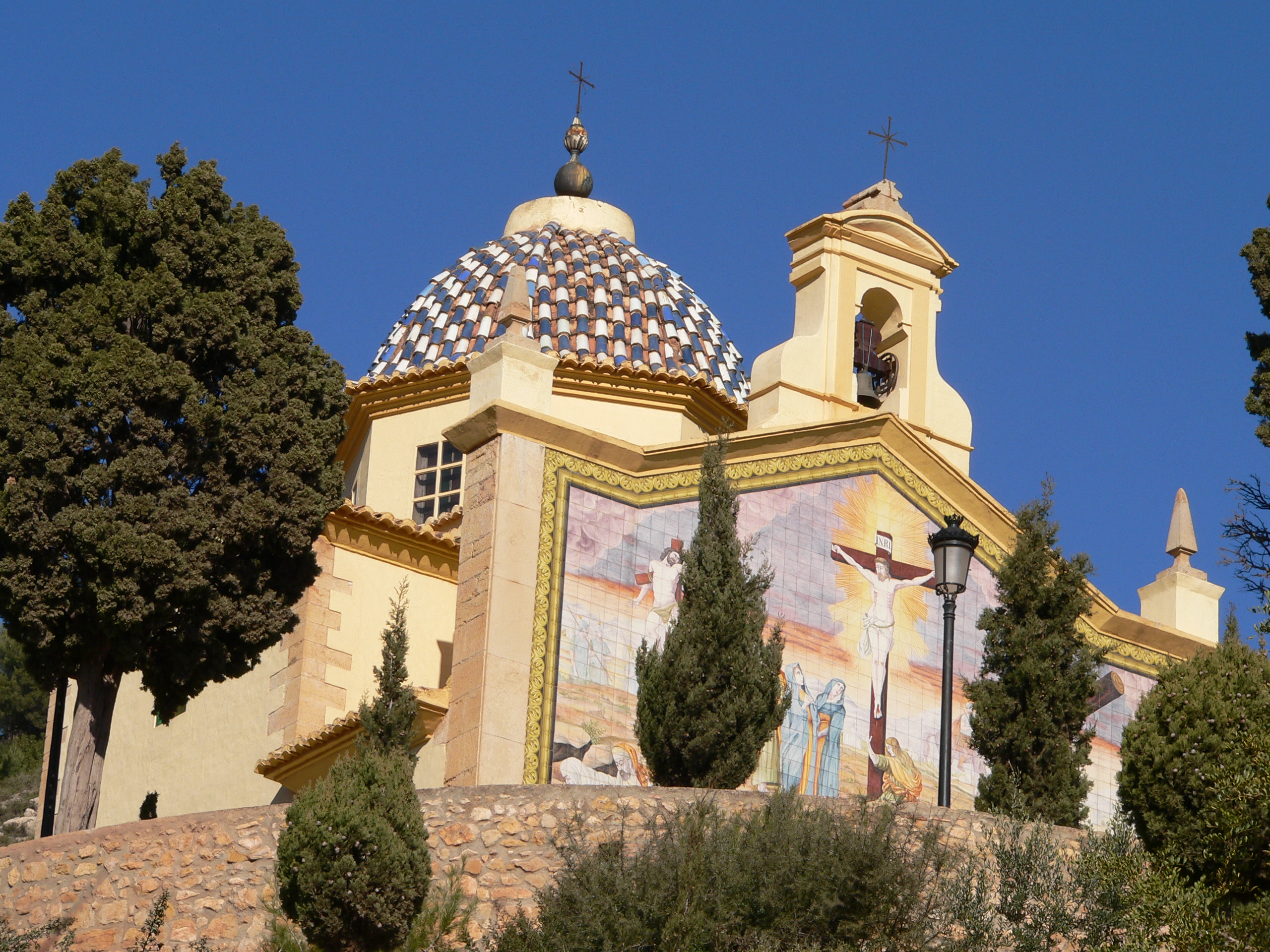
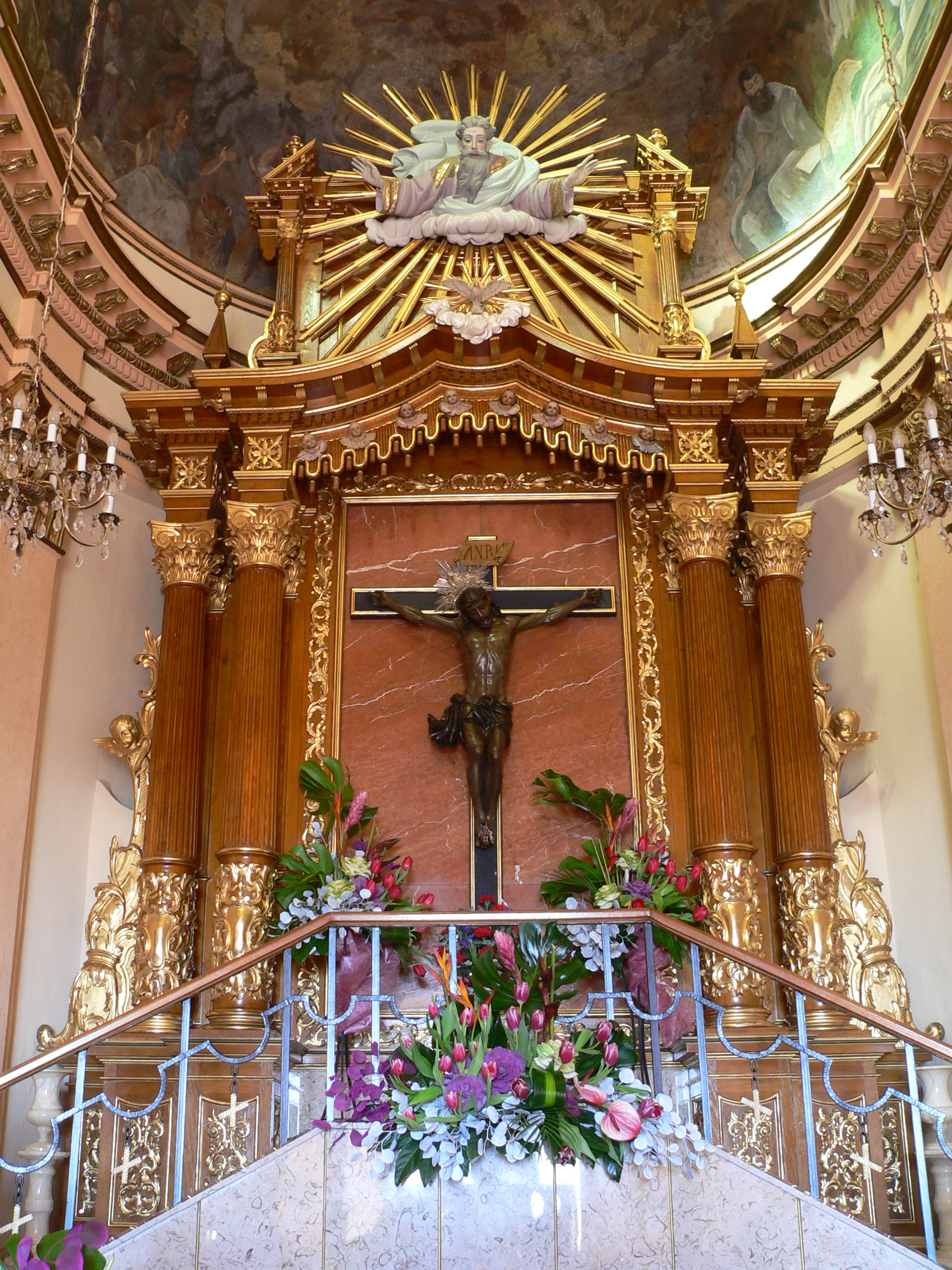
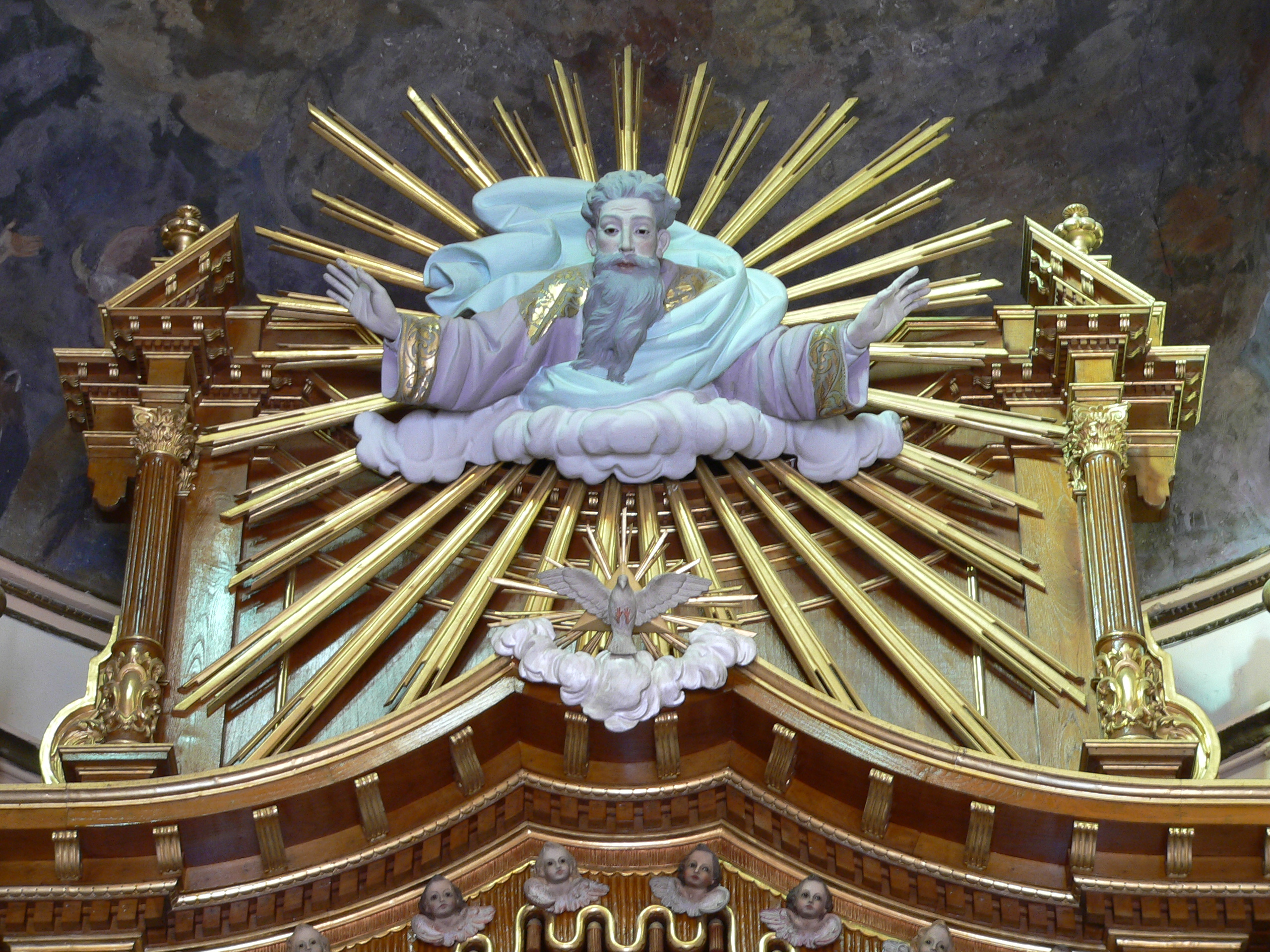